# آلساندرو کورتینویس
آلساندرو کورتینویس (ایتالیایی: Alessandro Cortinovis؛ زادهٔ ۱۱ اکتبر ۱۹۷۷) دوچرخه‌سوار اهل ایتالیا است. وی در مسابقات جیرو دیتالیا و تور دو فرانس شرکت کرده است.